# Hidrocarburo aromático
Un hidrocarburo aromático o  areno es un compuesto orgánico cíclico conjugado que posee una mayor estabilidad debido a la deslocalización electrónica en enlaces π. Para determinar esta característica se aplica la regla de Hückel (debe tener un total de 4n+2 electrones π en el anillo) en consideración de la topología de superposición de orbitales de los estados de transición.  Para que se dé la aromaticidad, deben cumplirse ciertas premisas, por ejemplo que los dobles enlaces resonantes de la molécula estén conjugados y que se den al menos dos formas resonantes equivalentes. La estabilidad excepcional de estos compuestos y la explicación de la regla de Hückel han sido explicados cuánticamente, mediante el modelo de "partícula en un anillo".
Originalmente el término estaba restringido a un producto del alquitrán mineral, el benceno, y a sus derivados, pero en la actualidad incluye casi la mitad de todos los compuestos orgánicos; el resto son los llamados compuestos alifáticos. El exponente emblemático de la familia de los hidrocarburos aromáticos es el benceno (C6H6), pero existen otros ejemplos, como la familia de anulenos, hidrocarburos monocíclicos totalmente conjugados de fórmula general (CH)n.

## Estructura

Resonancia del Benceno. Cada carbono tiene tres electrones enlazados y el cuarto localizado gira alrededor del anillo.

Una característica de los hidrocarburos aromáticos como el benceno, es la coplanaridad del anillo o la también llamada resonancia, debida a la estructura electrónica de la molécula. Al dibujar el anillo del benceno se le colocan tres enlaces dobles y tres enlaces simples. Dentro del anillo no existen en realidad dobles enlaces conjugados resonantes, sino que la molécula es una mezcla simultánea de todas las estructuras, que contribuyen por igual a la estructura electrónica. En el benceno, por ejemplo, la distancia interatómica C-C está entre la de un enlace σ (sigma) simple y la de uno π(pi) (doble).
Todos los derivados del benceno, siempre que se mantenga intacto el anillo, se consideran aromáticos. La aromaticidad puede incluso extenderse a sistemas policíclicos, como el naftaleno, antraceno, fenantreno y otros más complejos, incluso ciertos cationes y aniones, como el pentadienilo, que poseen el número adecuado de electrones π y que además son capaces de crear formas resonantes.
Estructuralmente, dentro del anillo los átomos de carbono están unidos por un enlace sp2 entre ellos y con el orbital s del hidrógeno, quedando un orbital  p perpendicular al plano del anillo y que forma con el resto de orbitales p de los otros átomos un enlace π por encima y por debajo del anillo.

## Grupo arilo

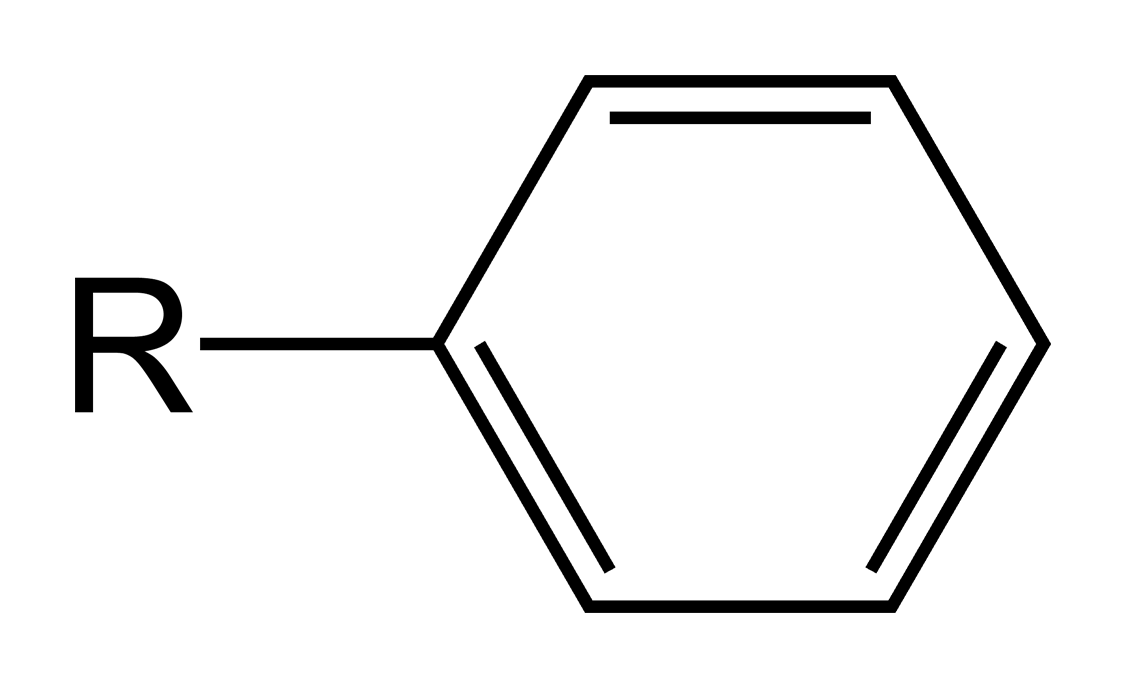
Grupo fenilo enlazado a un grupo alquilo.

El grupo funcional arilo (símbolo: Ar) es el sustituyente derivado de un hidrocarburo aromático al extraérsele un átomo de hidrógeno del anillo aromático. El grupo arilo genérico sería el equivalente al grupo alquilo genérico (R). El grupo fenilo (simbolizado Ph o φ) es el grupo arilo más sencillo. Los hidrocarburos que no contienen anillos bencénicos se clasifican como compuestos alifáticos.

## Reacciones
Químicamente son por regla general bastante inertes a la sustitución electrófila y a la hidrogenación, reacciones que deben llevarse a cabo con ayuda de catalizadores. Esta estabilidad es debida a la presencia de orbitales degenerados (comparando estas moléculas con sus análogos alifáticos) que conllevan una disminución general de la energía total de la molécula.
- Sustitución electrofílica:

φ-H + HNO3 → φ-NO2 + H2O
φ-H + H2SO4 → φ-SO3H + H2O
φ-H + Br2 + Fe → φ-Br + HBr + Fe
- Reacción Friedel-Crafts, otro tipo de sustitución electrofílica:

φ-H + RCl + AlCl3 → φ-R + HCl + AlCl3
Otras reacciones de compuestos aromáticos incluyen sustituciones de grupos fenilos.

## Aplicación
Entre los arenos más importantes se encuentran todas las hormonas y vitaminas, excepto la vitamina C; prácticamente todos los condimentos, perfumes y tintes orgánicos, tanto sintéticos como naturales; los alcaloides que no son alicíclicos (ciertas bases alifáticas como la putrescina a veces se clasifican incorrectamente como alcaloides), y sustancias como el trinitrotolueno (TNT) y los gases lacrimógenos.
Además ciertos analgésicos en su estructura tienen al benceno como la aspirina, acetaminofeno e ibuprofeno.
Por otra parte los hidrocarburos aromáticos suelen ser nocivos para la salud, como los llamados BTEX, benceno, tolueno, etilbenceno y xileno por estar implicados en numerosos tipos de cáncer o el alfa-benzopireno que se encuentra en el humo del tabaco, extremadamente cancerígeno igualmente, ya que puede producir cáncer de pulmón.

## Toxicología
El Departamento de Salud y Servicios Humanos (DHHS) de los Estados Unidos, ha determinado que el benceno es un carcinógeno (puede producir cáncer) reconocido. Tanto la Agencia Internacional para la Investigación del Cáncer (IARC) como la EPA han determinado que el benceno es carcinogénico en seres humanos.
El efecto principal de la exposición de larga duración (365 días o más) al benceno esta en la sangre y los residuos fecales. El benceno produce efectos nocivos en la médula de los huesos y puede causar una disminución en el número de glóbulos rojos, lo que conduce a anemia. El benceno también puede producir hemorragias y daño al sistema inmunitario, aumentando así las posibilidades de contraer infecciones.
Algunas mujeres que respiraron altos niveles de benceno por varios meses tuvieron menstruaciones irregulares y el tamaño de sus ovarios disminuyó. Estudios en animales que respiraron benceno durante la preñez han descrito bajo peso de nacimiento, retardo en la formación de hueso y daño en la médula de los huesos. No se sabe si la exposición al benceno afecta al feto durante el embarazo o a la fertilidad en los hombres.
En el organismo, el benceno es convertido en productos llamados metabolitos. Ciertos metabolitos pueden medirse en la orina. Sin embargo, este examen debe hacerse con prontitud después de la exposición y su resultado no indica con confianza a cuánto benceno estuvo expuesto, ya que los metabolitos en la orina pueden originarse de otras fuentes.
El benceno ha producido intoxicaciones agudas y crónicas en su obtención y en sus múltiples aplicaciones en la industria química. A causa de su elevada toxicidad, en cuantos casos es posible se sustituye por bencina y otros solventes menos tóxicos.
El benceno actúa produciendo irritación local bastante intensa, actúa como narcótico y tóxico nervioso. Su acción crónica se ejerce especialmente como veneno hemático.
Ingerido por error ha producido gastritis. Se ha alcanzado la muerte por ingestión de 30g del líquido.
Se ha determinado que el benceno es un reconocido carcinógeno en seres humanos. La exposición de larga duración a altos niveles de benceno en el aire puede producir leucemia. Cuando se produce la inhalación de vapores concentrados, puede producir rápidamente la narcosis mortal, después de un estado previo de euforia, embriaguez y convulsiones. La inhalación de concentraciones más débiles origina torpeza cerebral, sensación de vértigo, cefalea, náuseas, excitación con humor alegre, embriaguez que puede transformarse en sueño, sacudidas musculares, relajación muscular, pérdida del conocimiento y rigidez pupilar. En caso de intoxicación aguda, se produce enrojecimiento de la cara y las mucosas.

## Nomenclaturas
Fórmula del tolueno, un compuesto monosustituido del benceno.

Nombre de algunos compuestos disustituidos del benceno atendiendo su nomenclatura.]]

Nombre un compuestos polisustituido del benceno atendiendo su nomenclatura.

Nombre de un compuestos aromático policíclico atendiendo su nomenclatura

### Monosustituidos
1. Se  conocen muchos derivados de sustitución del benceno. Cuando se trata de los compuestos monosustituidos, las posiciones en el anillo bencénico son equivalentes. Los sustituyentes pueden ser alquenilos, alquilos o arilos.
2. Nombrar el sustituyente antes de la palabra benceno.

Nota: Algunos compuestos tienen nombres tradicionales aceptados.

### Disustituidos
Cuando hay dos sustituyentes en el anillo bencénico sus posiciones relativas se indican mediante números o prefijos, los prefijos utilizados son orto-, meta- y para-, de acuerdo a la forma:
- orto- (o-): Se utiliza en carbonos adyacentes. Posiciones 1,2.
- meta- (m-): Se utiliza cuando la posición de los carbonos son alternados. Posiciones 1,3.
- para- (p-): Se utiliza cuando la posición de los sustituyentes están en carbonos opuestos. Posiciones 1,4.

### Polisustituidos
- Si hay más de dos grupos sustituyentes en el anillo benceno sus posiciones se deben indicar mediante el uso de números, la numeración del anillo debe ser de modo que los sustituyentes tengan el menor número de posición; cuando hay varios sustituyentes se nombran en orden alfabético.
- Cuando alguno de los sustituyentes genera un nuevo nombre con el anillo, este pasa a ser el nombre padre y se considera a dicho sustituyente en la posición uno (Ej: 1-amina-2-yodo benceno / 2-yodo anilina / orto-yodo anilina).

### Benceno como radical
- El anillo benceno como sustituyente se nombra fenilo.
- Cuando está unido a una cadena principal es un fenil.

### Aromáticos Policíclicos
- Para nombrar a este tipo de compuestos se indica el número de posición de los sustituyentes, seguido del nombre del sustituyente y seguido del nombre del compuesto.
- El orden de numeración de estos compuestos es estricta, no se puede alterar y por ende tienen nombres específicos.

## Biorremediación de Hidrocarburos Aromáticos Policíclicos.
La degradación de HAPs se puede hacer de varias formas, ya sea por adsorción de carbón activado, volatilización, aislamiento o por tratamiento químico usando solventes, entre otras formas, sin embargo, la logística y el costo de estos procesos no está cerca de ser una alternativa viable ante el problema masivo que conllevan los HAPs, es por eso por lo que se requiere de la biorremediación. 
Para la degradación de los HAPs y en general de cualquier compuesto aromático se pueden usar bacterias, hongos y algas, y su papel en dicha degradación es que producen enzimas que logran atacar los anillos de benceno mediante la adición de oxígenos al anillo bencénico. 
Ahora, si bien el mecanismo de degradación es semejante cada organismo lo hace usando enzimas distintas, además dicho proceso puede realizarse de forma aerobia o anaerobia, sin embargo en la forma anaerobia dicho proceso es más lento aunque es el más extensamente usado por los organismos con bacterias. 
Este proceso se basa principalmente en reducciones de sulfatos y nitratos que posteriormente llevan a la formación de ácidos, también está la vía del fumarato y Benzil CoA que igual llegan a la formación de ácidos carboxílicos y otros productos luego convertidos en dióxido de carbono, metano e hidrógeno.
Para la degradación de HAPs también se pueden usar enzimas como lacasas que catalizan la oxidación aerobia de moléculas con un potencial de oxidación menor a 1 V, estas lacasas se pueden obtener de diversas bacterias, hongos y algas, y ya en Chile se han obtenido resultados en lacasas de tipo FNT procedentes de Bacillus sp., que van del 65% de degradación en Antraceno, 30% en Benzo[a]antraceno y 70% en Benzo[a]pireno, que cabe resaltar son los principales HAPs junto al Fenantreno y Pireno (que no están aquí) en los cuales esta investigación se centrará debido a que son los más presentes e importantes de todos los HAPs y se muestran en la imagen a continuación.
Cabe decir también que estos resultados se obtuvieron en periodos de 16 días con PH ácido de 5.0 en presencia de mediadores redox y temperaturas de incubación de bacterias termófilas  y se confirmaron con espectroscopía de fluorescencia total.
Además de lacasas provenientes de Bacillus sp., también se han encontrado resultados en otros microorganismos como hongos y bacterias, principalmente bacterias fermentativas, sulfato reductoras, desnitrificantes y metagenicas, por ejemplo, en cepas de Agrobacterium, Burkholderia y Sphingomonas, con resultados buenos en Benzo[a]pireno, (el más peligroso de los tres), estas bacterias se encuentran parasitando plantas como la Agrobacterium, fijando nitrógeno como la Burkholderia en las raíces, o Sphingomonas que se encuentran normalmente en el suelo siendo aerobias heterótrofas.
Además de bacterias algunos hongos de las familias Aspergillus sp., Trichocladium canadense, Fusarum oxysporum, Verticillium sp., y Acremonium sp.,  han demostrado también efectividad en contra de HAPs, igualmente lo han hecho algunas levaduras como Candidas, Rhodoturulas y Trichosporonas, sin embargo, no se han encontrado muchas investigaciones al respecto, aunque comparaciones con Pseudomonas Aeruginosas lograron buenos resultados.
El mecanismo de descomposición de los hongos es parecido al de las bacterias y en algunos casos es igual, basándose en el uso de peroxidasas de manganeso o fenoloxidasas entre las que se lacasas y tirosinasas, las cuales como en el caso de las lacasas también son usadas por bacilos para atacar los anillos aromáticos, no entrare en el origen de estas enzimas ni en sus mecanismos de reacción, solo queriendo aclarar que hongos y bacterias llevan procesos parecidos.
Centrándonos en los hongos de la familia Acremonium sp., estos ya se han usado en nuestro país atacando fenantreno, antraceno y pireno, en estos estudios de campo se usaron concentraciones de 50 μg/mL en donde se vieron degradaciones de 95%, 90% y 89% tras 30 días de incubación en fenantreno, antraceno y pireno respectivamente. 
Este estudio se confirmó con cromatografía líquida y fue motivado por la quema de combustibles que se hace para evitar la congelación de los campos de manzana en época de invierno en Chihuahua. Si bien este estudio es el único que se ha realizado al momento en nuestro país si marca un precedente ya que este tipo de hongos se encuentra en materia en descomposición y si bien muchas especies de Acremonium  son infecciosas para el ser humano estas son más bien oportunistas y fácilmente controlables con infecciones principalmente cutáneas de modo que no son peligrosos para su uso masivo. Otro aspecto destacable es que estos hongos a diferencia de los Bacillus usados en el experimento de la universidad de Chile no son termófilos, es decir que no necesitan temperaturas tan elevadas para prosperar, lo cual los hace perfectos para el clima templado de una ciudad estándar.
Sin embargo, a pesar del buen rendimiento obtenido por estos mohos una gran cantidad de HAPs ya sea por chubascos o por riegos terminan contaminando los mantos acuíferos, y si bien este hongo es un gran aliado, necesita de un sustrato donde hacer crecer sus micelios lo que lo hace bastante inadecuado para su uso en el tratamiento de agua, si bien los bencenos no presentan solubilidad en agua si pueden quedar mezclados heterogéneamente con el agua lo que hace que gran parte de los HAPs de las ciudades por medio del polvo pasen a las aguas residuales y dado que en las plantas de tratamiento no se tienen filtros para este tipo de contaminantes estos pasan directamente al mar, es por ello que aquí conviene el uso principalmente de bacterias las cuales si pueden cultivarse en agua y ayudar al tratamiento de esta.
En el tratamiento bacteriano destacan las bacterias Rhizobium paknamense, Pseudomonas sp. Y Stenotrophomonas por sus capacidades de degradación en torno a 95% - 99%, y si bien los estudios realizados reportados en la revista de ciencias ambientales por  mencionan que solo se probó su efectividad en suelos y dichas bacterias se encuentran principalmente en suelos, por ejemplo, todas las Rhizobium son bacterias que fijan el nitrógeno principalmente en las leguminosas algunas de ellas como las Pseudomonas y Stenotrophomonas pueden también prosperar en ambientes acuáticos, sin embargo, algunas cepas de dichas bacterias presentan comportamientos nocivos en el cuerpo humano, por ejemplo las Stenotrophomonas pueden llegar a causar neumonía, mientras que las Pseudomonas pueden llegar a causar complicaciones cardiacas, sin embargo, estas últimas generalmente son inocuas para el ser humano y solo presentan comportamientos nocivos contadas parientes como la Pseudomona Aeruginosa que cabe resaltar es resistente a la mayoría de los antibióticos y normalmente se contagia en transfusiones de sangre también la Pseudomona oryzihabitans es nociva principalmente en el tracto respiratorio, de ahí en fuera las especies encontradas en la mayoría de suelos y aguas son inocuas para el ser humano aunque las Pseudomonas Plecoglossicida y Anguilliseptica son nocivas en peces.